# Goujoim
Goujoim is een plaats (freguesia) in de Portugese gemeente Armamar en telt 102 inwoners (2001).